# رصدخانه و آسمان‌نمای آلاشت

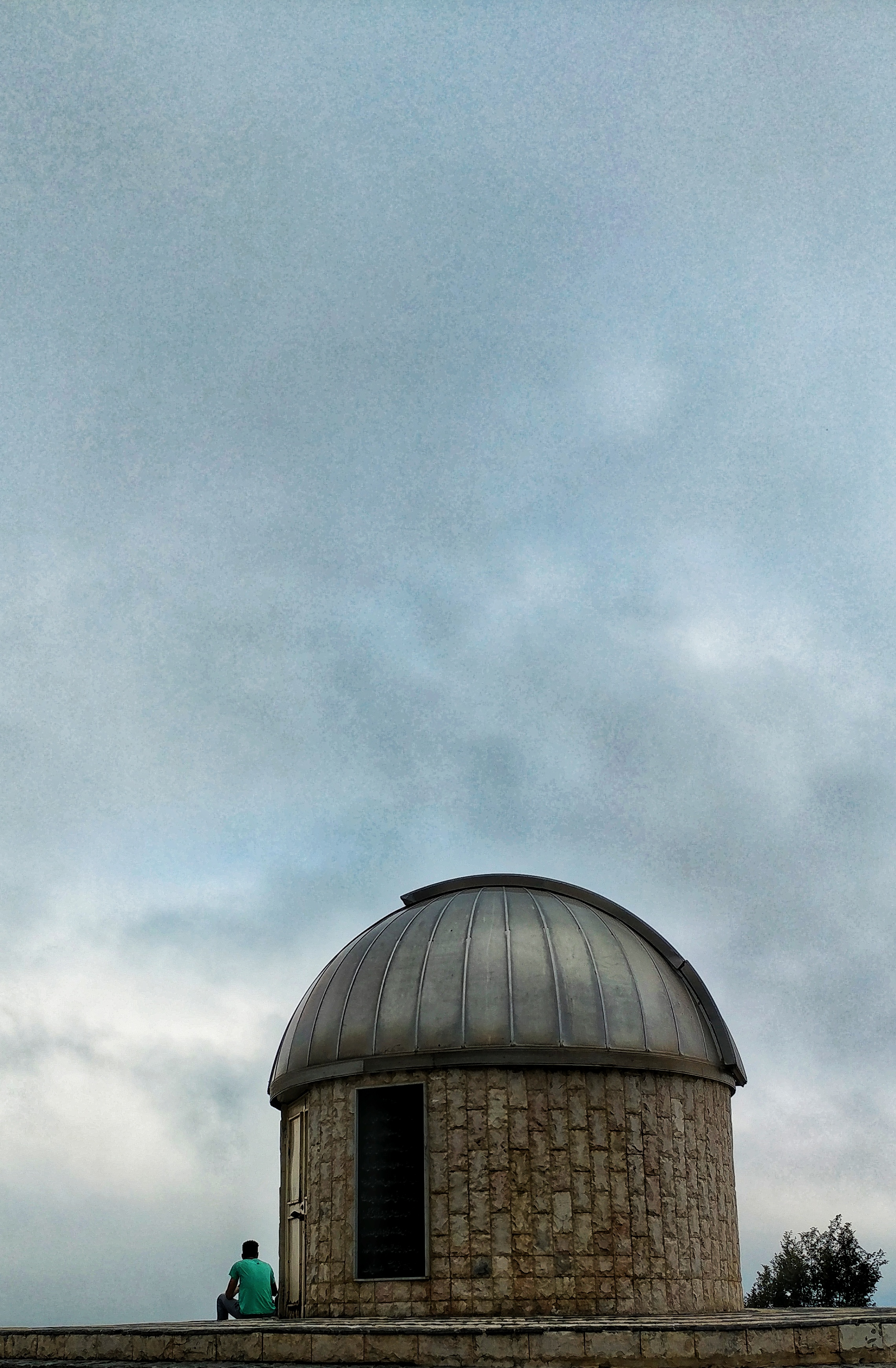

مجموعه رصدخانه و آسمان‌نمای حرفه‌ای آلاشت با نام رصدخانه آیت‌الله صالحی مازندرانی به عنوان تنها رصدخانه استان‌های شمالی ایران و نخستین رصدخانه استان مازندران با هدف ایجاد طرحی آموزشی و افزایش جاذبه‌های تفریحی و توریستی به وسیلهٔ شهرداری آلاشت یکی از شهرهای شهرستان سوادکوه استان مازندران روی یکی از تپه‌های این شهر بنا شده‌است.

## تاریخچه
عملیات ساختمانی مجموعه این رصدخانه که نخستین محصول مشترک شرکت اخترنمای شیراز و شرکت صنایع اپتیک اصفهان موسوم به صاایران می‌باشد در سال ۱۳۸۵ و به همت شهرداری شهر آلاشت آغاز شد، در ۱۶ فروردین ۱۳۸۶ گنبد آن نصب و در ۱۶ اردیبهشت همین سال به مرحله افتتاح رسید.

## موقعیت‌ها
ارتفاع این رصدخانه از سطح دریا ۱۸۱۵ متر می‌باشد.
کل مجموعه رصدخانه حاضر بر بالای تپه‌ای به ارتفاع ۵۰ متر قرار گرفته که از ۳ طرف به پرتگاه و از طرف دیگر به دامنه کوه محصور شده‌است. به همین خاطر تمام رفت‌وآمدها به رصدخانه و مرکز اداری مجموعه از طریق پلکان و با پای پیاده مقدور است.
زمین مجموعه ۳۰۰۰ مترمربع و زیربنای آن ۳۰۰ مترمربع مساحت دارد.

## امکانات
در این مجموعه امکاناتی چون ۲ دستگاه تلسکوپ ۱۴ و ۶ اینچی، اتاق آسمان‌نما، ترازوی نجومی، نمایشگاه دائمی عکس‌های نجوم و فضا، بانک نرم‌افزاری و کتابخانه تخصصی وجود دارد.